# Nickelodeon Deutschland
Nickelodeon Deutschland är en barn-TV-kanal i Tyskland.

## Historik

### 1995-1998
Den ursprungliga varianten lanserades den 5 juli 1995, och sände ursprungligen sex timmar per dag. Därefter sände kanalen mellan klockan 06.00 och 18.00, då VH-1 Deutschland tog över. Kanalen upphörde den 31 maj 1998 på grund av reklam-problem och konkurrens med Kika. När VH-1 Deutschland upphörde 2001 ersattes den av MTV2 Pop.

### 2005-2010
Den 7 april 2005 meddelades att kanalen den 12 september 2005 skulle återuppstå under namnet Nick (stiliserat NICK) som en ny kanal. Nick började med programblocket "Nick Comedy" som sände komedi-TV-serier. Nickelodeon tog över ferkvenserna för MTV2 Pop. Från februari 2006 började även tyskproducerade serier sändas. I oktober 2007 hölls första Nickelodeon Deutschland Kids' Choice Awards.
Under tidigt 2008 försökte man upprätta familjeprogramblocket Nick nach acht (Nick efter åtta). Där sändes dokumentärer, dramaserier och situationskomedier. En logotyp från den amerikanska motsvarigheten användes. Många delar av programblocket innehöll reprise av Ren & Stimpy och Katthund. Från 15 december 2008, ersattes Nick nach acht av Comedy Central Deutschland.

### 2010-2017
Den 31 mars 2010 antog kanalen den nya internationella logotypen. Nick bytte namn till Nickelodeon och Nick Premium bytte namn till Nicktoons.
Den 1 juni 2011 började kanalen sända i HD. En ny logotyp användes från januari 2012.

Logotyp för Nicknight

Den 23 september 2013 antogs kanalens slogan: Mach mal Nickelodeon.
Den 1 oktober 2014 började kanalen återigen sända 24 timmar per dygn.
From 1 October 2014 Nickelodeon Germany starts again to broadcast 24 hours per day. Comedy Central flyttades till VIVA Deutschland. Kvällsblocket börjar klokan 21.00 och kallas Nicknight.

### 2017-
Den 28 juli 2017 bytte Nickelodeon tillbaka till namnet Nick.

### Fotnoter
1. ↑  ”Kommission zur Ermittlung der Konzentration im Medienbereich”. 2013. Arkiverad från originalet den 14 mars 2016. https://web.archive.org/web/20160314023641/http://www.kek-online.de/medienkonzentration/zuschaueranteile.html. Läst 24 juli 2015.
2. ↑  Nickelodeon kehrt als Nick nach Deutschland zurück
3. ↑  Bürger Lars Dietrich wird erster Moderator von Nick
4. ↑  Nick setzt künftig auf Dokus in der Primetime
5. ↑  Nick zeigt künftig auch spätabends Cartoons
6. ↑  Viacom stellt TV-Kanal Comedy Central ein
7. ↑  TV-Sender Nick verpasst sich neuen alten Namen
8. ↑  MTV, Viva, Nickelodeon/Comedy Central auch in HD
9. ↑  Nickelodeon zeigt sich ab Montag in neuem Look
10. ↑  Kastner dampft Viva ein und baut Nickelodeon aus
11. ↑  Nickelodeon sendet 24 Stunden, Comedy Central siedelt zu Viva Arkiverad 17 augusti 2014 hämtat från the Wayback Machine.